# Acció Socialista Valenciana
Acció Socialista Valenciana (Acción Socialista Valenciana) (ASV) fue un partido político valencianista creado en mayo de 1962 por Eliseu Climent, Joan Francesc Mira, Rosa Raga y Vicent Àlvarez, procedentes del Moviment Social-Cristià de Catalunya. Junto con el Frente de Liberación Popular organizó junto una huelga en la Universidad de Valencia en apoyo a la huelga de Asturias de 1962. Era opuesto a pactar con el PCE. En octubre de 1964 redactaron una Declaración de Principios, influida por Joan Fuster y de contenido básicamente nacionalista y socialista, donde define el País Valenciano como parte de los Países Catalanes. En 1964 dio paso al Partit Socialista Valencià, donde casi todos sus miembros se integraron.
- Datos: Q8186841